# Louis Coulon (Bartträger)

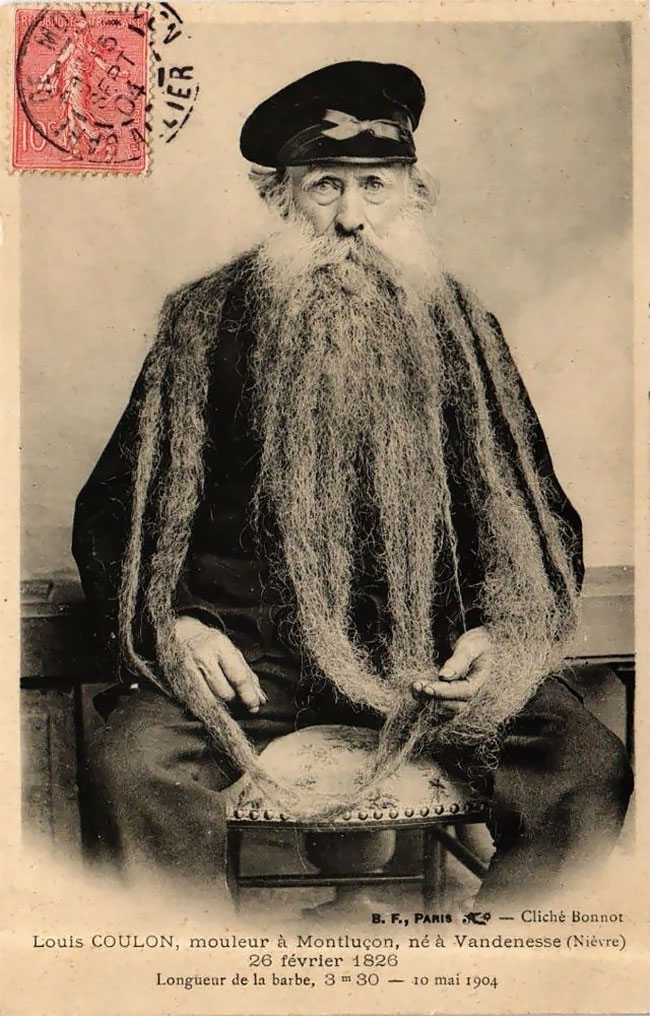
Coulon 1904 mit einer Bartlänge von 3,30 m

Louis Coulon (* 26. Februar oder 18. März 1826 in Vandenesse; † 2. November 1916 in Montluçon) war Eisengießer in den Werken von Saint-Jacques in Montluçon. Porträts von ihm waren wegen seines Bartes ein beliebtes Postkartenmotiv.

## Leben und Arbeit
Überliefert ist, dass er als Heranwachsender schon einen starken Bartwuchs hatte. Ab einem Alter von 12 Jahren rasierte er sich noch regelmäßig, was ihm mit etwa 15 Jahren zu lästig wurde. Um 1880 wurden verschiedene europäische Zeitungen auf Coulon aufmerksam und verschiedene Darstellungen von ihm fanden in den kommenden Jahrzehnten europaweit Verbreitung. In seinem damals 2,2 m langen Bart verweilten teilweise Coulons Katzen oder Vögel, mit denen er in der Folge häufig abgebildet wurde. Bis zu seinem Lebensende soll sein Bart noch etwa einen weiteren Meter gewachsen sein.
Wie sein Vater François hat auch Louis in der neu gegründeten Eisengießerei der Compagnie Châtillon-Commentry und Neuves-Maisons als Eisengießer gearbeitet, wo er zeitweise Gewerkschaftsfunktionär war.
Er stellte Gussformen für das Eisenwerk her und soll bescheiden gelebt haben. Es wird von ihm (ohne weitere Quelle) behauptet, dass ihm ein Lord William 10.000 Franc (das entspricht der modernen Kaufkraft von rund 45.000 €) geboten haben soll, wenn er mit ihm auf Reisen gehe.

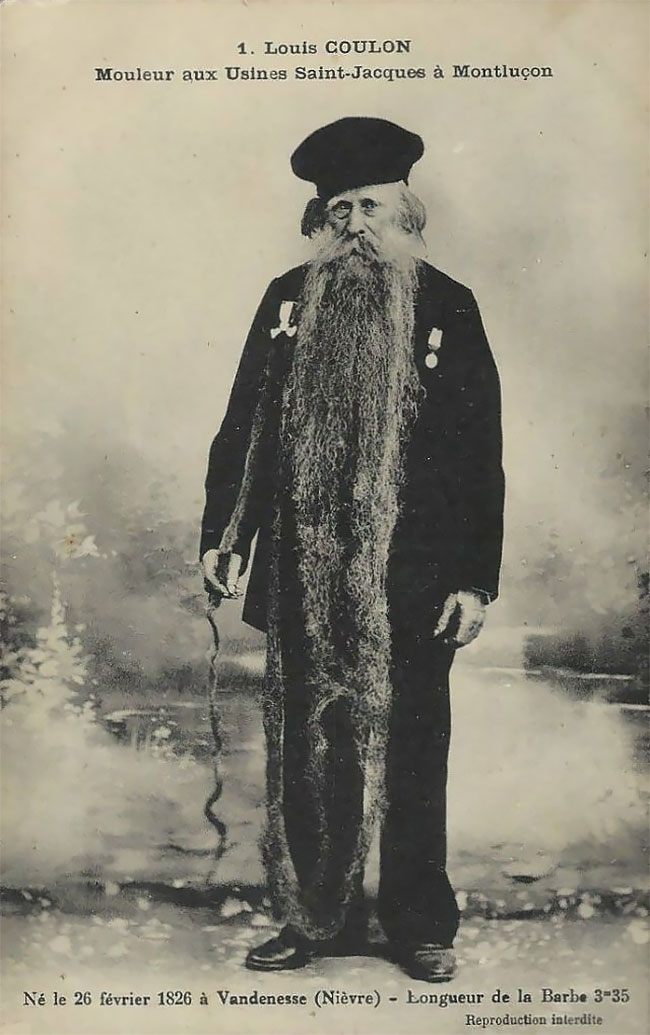
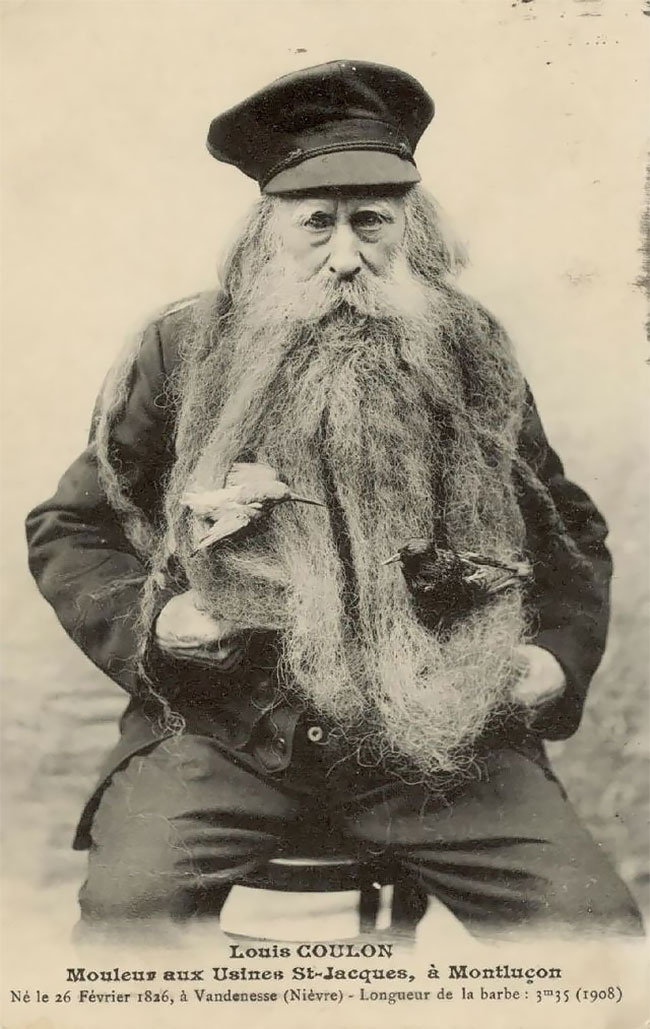
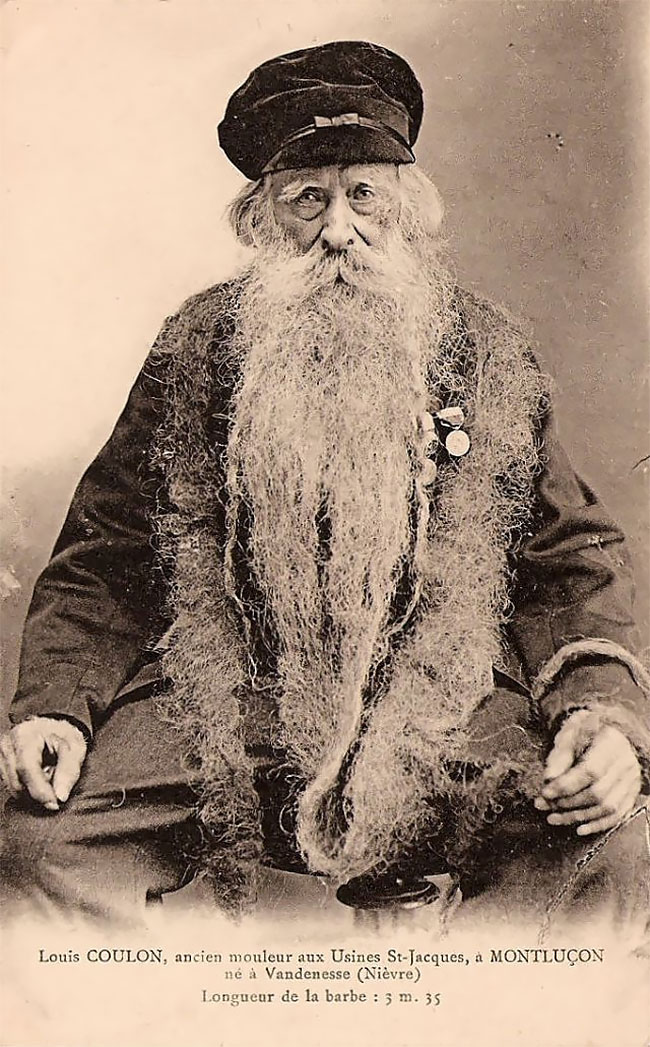

## Rezeption
Ab 1889 berichtete die regionale und nationale Presse über diese ikonografische Erscheinung. Am 10. Januar 1889 war in Le Journal des débats politiques et littéraires zu lesen:

« Coulon mesure 1 m 59 ; quand il marche il est obligé de soutenir sa barbe à la main ; il la laisse descendre jusqu’aux pieds, relève l’extrémité sur son bras droit plié et la barbe retombe de l’autre côté plus bas que le genou ; quand il s’entoure le cou avec, on dirait l’un de ces grands boas si en vogue en ce moment. On se dira que sa barbe devait bien le gêner dans son travail. Mais Louis Coulon avait trouvé le moyen. Il enroulait sa barbe en une sorte de matelas, placé sur sa poitrine, sous sa chemise, et de la sorte n’en était pas encombré dans son travail. »

„Coulon ist 1,59 m groß; wenn er geht, muss er seinen Bart mit der Hand abstützen; er lässt ihn bis zu den Füßen hinabgleiten, hebt das Ende seines gebeugten rechten Arms an und der Bart fällt auf der anderen Seite tiefer als das Knie herunter; wenn er seinen Hals damit umwickelt, sieht es aus wie eine dieser großen Boas, die im Moment so in Mode sind. Man sollte meinen, dass ihn sein Bart bei seiner Arbeit behindert haben muss. Aber Louis Coulon hatte einen Weg gefunden. Er rollte seinen Bart zu einer Art Matratze zusammen, legte ihn auf die Brust unter sein Hemd, und wurde so in seiner Arbeit nicht behindert.“

Am 1. August 1905 schrieb Le Petit Journal, er, der „Dekan der Metallurgen“, arbeite nun seit 67 Jahren in dem Werk. Sein Bart sei jetzt dreieinhalb Meter lang, der Schnurrbart eineinhalb Meter breit. Im Krieg soll er bis zu seinem Tod für die Landesverteidigung gekämpft haben. Am 5. November 1916 berichtete das Journal des débats politiques et littéraires über seinen Tod. Dabei wurde erwähnt, dass sein Bart von zwei Kaisern bestaunt worden war, 1864 in Montluçon von Napoleon III. und 1891 in Vichy von Peter II., Kaiser von Brasilien.
Noch 20 Jahre nach seinem Tod wurde er am 28. Mai 1938 bei dem Jahreskongress der Société des Barbus (deutsch etwa: Gesellschaft der Bartträger) in Tokio gewürdigt, wie die Le Monde Illustré zu berichten wusste.